# Hunt Glacier
Hunt Glacier är en glaciär i Antarktis. Den ligger i Östantarktis. Nya Zeeland gör anspråk på området. Hunt Glacier ligger 117 meter över havet.
Terrängen runt Hunt Glacier är varierad. Havet är nära Hunt Glacier åt sydost.  Trakten är obefolkad. Det finns inga samhällen i närheten. 